# Order Salomona
Order Salomona – najwyższy order Cesarstwa Etiopii nadawany w postaci łańcucha z gwiazdą etiopskiej rodzinie królewskiej, zagranicznym monarchom i członkom ich rodów. Ustanowiony w 1874, jako najwyższa z klas Orderu Pieczęci Salomona. Oddzielony od niego w 1922 i odtąd nadawany jako samodzielne odznaczenie zarówno mężczyznom (Kawaler) jak i kobietom (Dama).

## Odznaczeni
M.in.:
- Cesarzowa Zeuditu (1922)
- Cesarz Hajle Syllasje I (1930)
- Książę Asfa Uesen

- Król Jerzy V (Wielka Brytania)
- Król Jerzy VI (Wielka Brytania)
- Królowa Elżbieta II (Wielka Brytania)

- Królowa Juliana Oranje-Nassau (Holandia)

- Król Gustaw V (Szwecja)
- Książę Gustaw Adolf (Szwecja)

- Król Haakon VII (Norwegia)
- Król Olaf V (Norwegia)

- Szach Reza Szah Pahlawi (Persja)
- Szach Mohammad Reza Pahlawi (Persja)

- Cesarz Akihito (Japonia)
- Cesarz Hirohito (Japonia)